# Sari (langue)
Pour les articles homonymes, voir Sari.
Le sari (ou akweto, nsari, pesaa, saari, sali) est une langue bantoïde méridionale béboïde parlée au Cameroun dans la Région du Nord-Ouest, le département du Donga-Mantung et l'arrondissement de Misaje, le long de la Ring Road, entre Misaje et Nkambé, dans les villages de Mbissa, Kamine et Akweto.
En 2008, le nombre de locuteurs était estimé à 7 600.

## Écriture
| a | b | c | d | e | ɛ | f | g | h | i | j | k | l |
| m | n | ŋ | o | ɔ | p | r | s | t | u | w | y | z |